# Thomas Eboli
Thomas "Tommy Ryan" Eboli, nato Tommaso Eboli (Scisciano, 13 giugno 1911 – Crown Heights, 16 luglio 1972), è stato un mafioso italiano, mafioso di New York, conosciuto per essere stato un boss reggente della famiglia criminale Genovese.

## Biografia
Thomas Eboli è stato un mafioso di New York City che alla fine divenne il capo ad interim della famiglia criminale Genovese. È nato come Tommaso Eboli a Scisciano (NA), da Luigi “Louis” Eboli e Madalena Maddalone. Per nascondere le sue origini italiane Eboli adottò il soprannome di "Tommy Ryan" in onore di un famoso pugile professionista che aveva combattuto dal 1887 al 1907, ma Eboli diventò lo stesso un cittadino degli Stati Uniti il 27 agosto 1960. Aveva un tatuaggio sul braccio destro. Era un grande appassionato di boxe, sport che seguiva regolarmente. Ed è proprio a causa della boxe che Thomas Eboli trascorse i suoi unici 60 giorni in prigione. Durante un incontro salì sul ring e aggredì fisicamente l'arbitro che a suo dire parteggiava per l'atleta sul quale non aveva scommesso. Dopo questo avvenimento gli fu vietato di partecipare ad altri incontri. Diventò Boss di facciata della famiglia quando Vito Genovese fu arrestato per traffico di droga.
Morì il 16 luglio 1972: verso l'una di notte Eboli uscì dall'appartamento di una ragazza sua conoscente ma quando si apprestò a salire sulla sua automobile venne raggiunto da 5 proiettili e morì all'istante. Le inchieste sul suo omicidio non portarono a nessun colpevole. Si seppe che il mandante del suo omicidio fu Carlo Gambino, per favorire l'ascesa al potere del suo amico Frank Tieri.
Venne seppellito presso il George Washington Memorial Park a Paramus in New Jersey.
Eboli era il padre di Louis Eboli della famiglia Chicago Outfit e fratello di Pasquale Eboli della famiglia Colombo.

## Altro
Si sposò una sola volta con Anna Ariola da Melrose Park, Illinois. I loro figli sono stati Thomas Eboli Jr. ed il mafioso della famiglia "Chicago Outfit" Luigi "The Mooch" Eboli. Dopo la separazione da Ariola, Eboli intraprese una relazione con Maria Perello. Lei gli diede due figlie, Madelena e Maria, e un figlio, Saverio. Eboli è stato il fratello del capo famiglia Colombo, Pasquale "Patty Ryan" Eboli.

Nei primi anni '20, durante il proibizionismo, Eboli ha lavorato come contrabbandiere di Luciano, futuro boss "Lucky".

Agli inizi degli anni '30, Eboli diventò la guardia del corpo personale per Underboss Luciano, Vito "Don Vito" Genovese. 

Nel 1933, Eboli fu arrestato per sei conti di gioco illegali e per condotta disordinata.